# Asedio del Fuerte Zeelandia
El asedio del Fuerte Zeelandia (chino tradicional: 鄭成功攻台之役; literalmente «La invasión de Koxinga a Taiwán»), que ocurrió entre 1661 y 1662, terminó con el gobierno de la Compañía Holandesa de las Indias Orientales sobre Taiwán, y dio comienzo al gobierno del reino de Tungning sobre la isla. El estudioso taiwanés Lu Chien-jung describió a este evento como «la guerra que determinó el destino de Taiwán por los próximos cuatrocientos años».

## Preludio

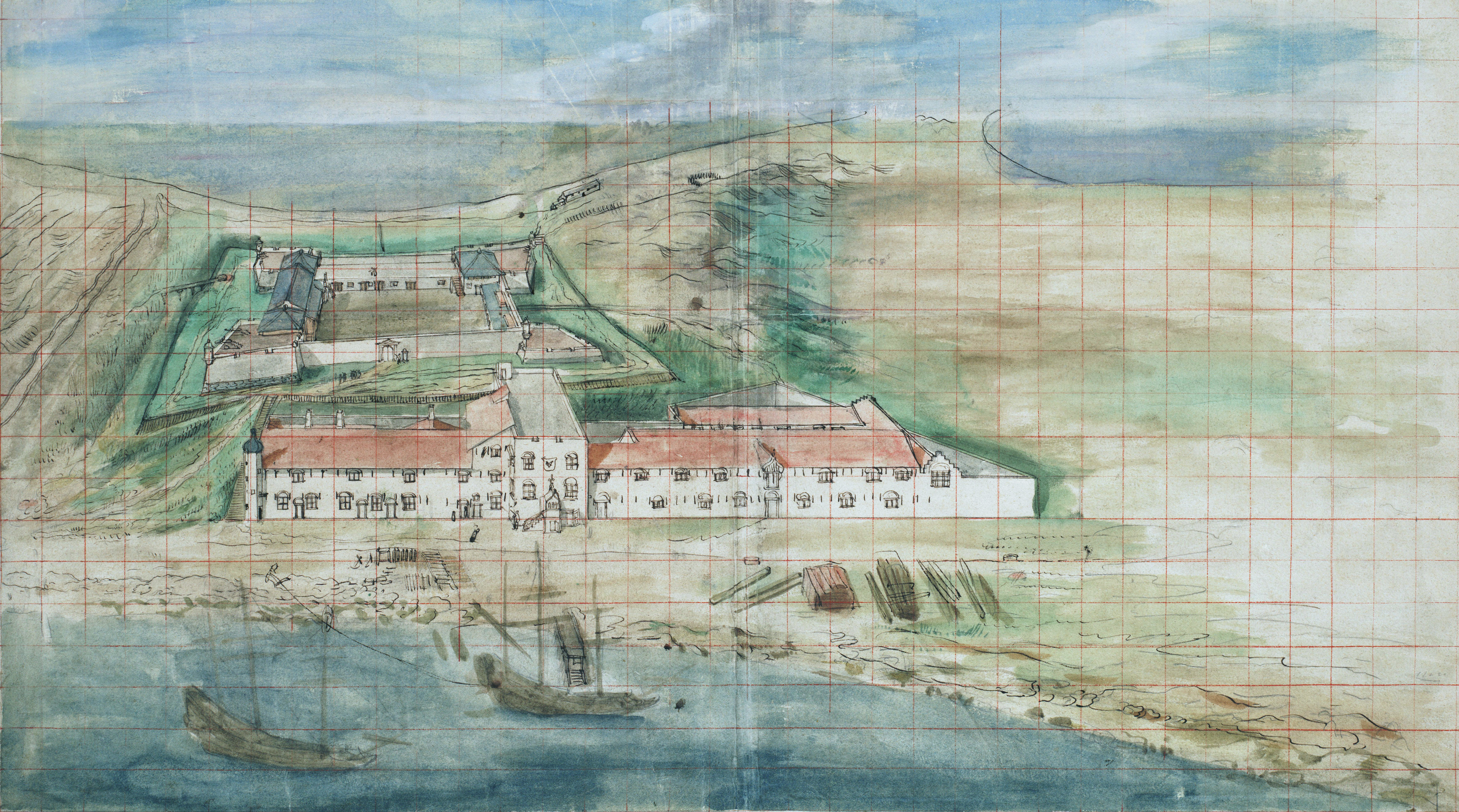
Pintura de Fuerte Zeelandia en 1635- Archivo Nacional de La Haya, Netherlands.

En el año 1659, luego de un intento fallido para capturar Nankín, Koxinga, líder de los grupos leales a los Ming, consideró que el imperio Qing había consolidado su posición en China, y que sus tropas necesitaban más suministros y combatientes. Por lo tanto él comenzó la búsqueda activa de una zona apropiada para asentar su base de operaciones y, pronto entró en contacto con un chino llamado He Bin (chino tradicional: 何斌), que trabajaba para la Compañía Holandesa de las Indias Orientales en Taiwán, He Bin viajó hasta la base de Koxinga en Xiamen y le dio un mapa de Taiwán. Los holandeses tenían un asentamiento en Tayoan desde 1632 (chino tradicional: 大員, en lo que hoy es Tainan City), que comprendía dos fuertes. El primero llamado Fuerte Zeelandia, se encontraba ubicado a la entraba a la bahía de Tayoan, y era el principal asentamiento holandés. El segundo llamado Fort Provintia, se encontraba en la bahía, era menos importante y por lo tanto de menor tamaño. Frederick Coyett, que era el gobernador de Taiwán en representación de la compañía, estaba situado con 1,800 hombres en Fuerte Zeelandia; mientras que su subordinado Valentyn estaba a cargo del Fort Provintia con una guarnición de 500 hombres.

## El asedio

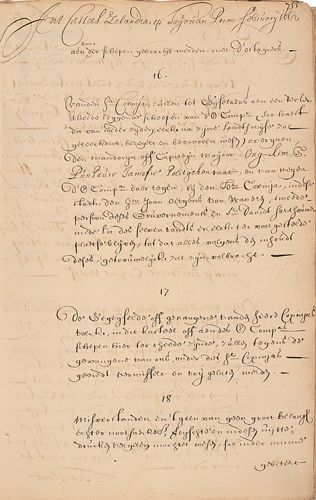
Tratado de paz de 1662, entre el gobernador holandés y Koxinga.

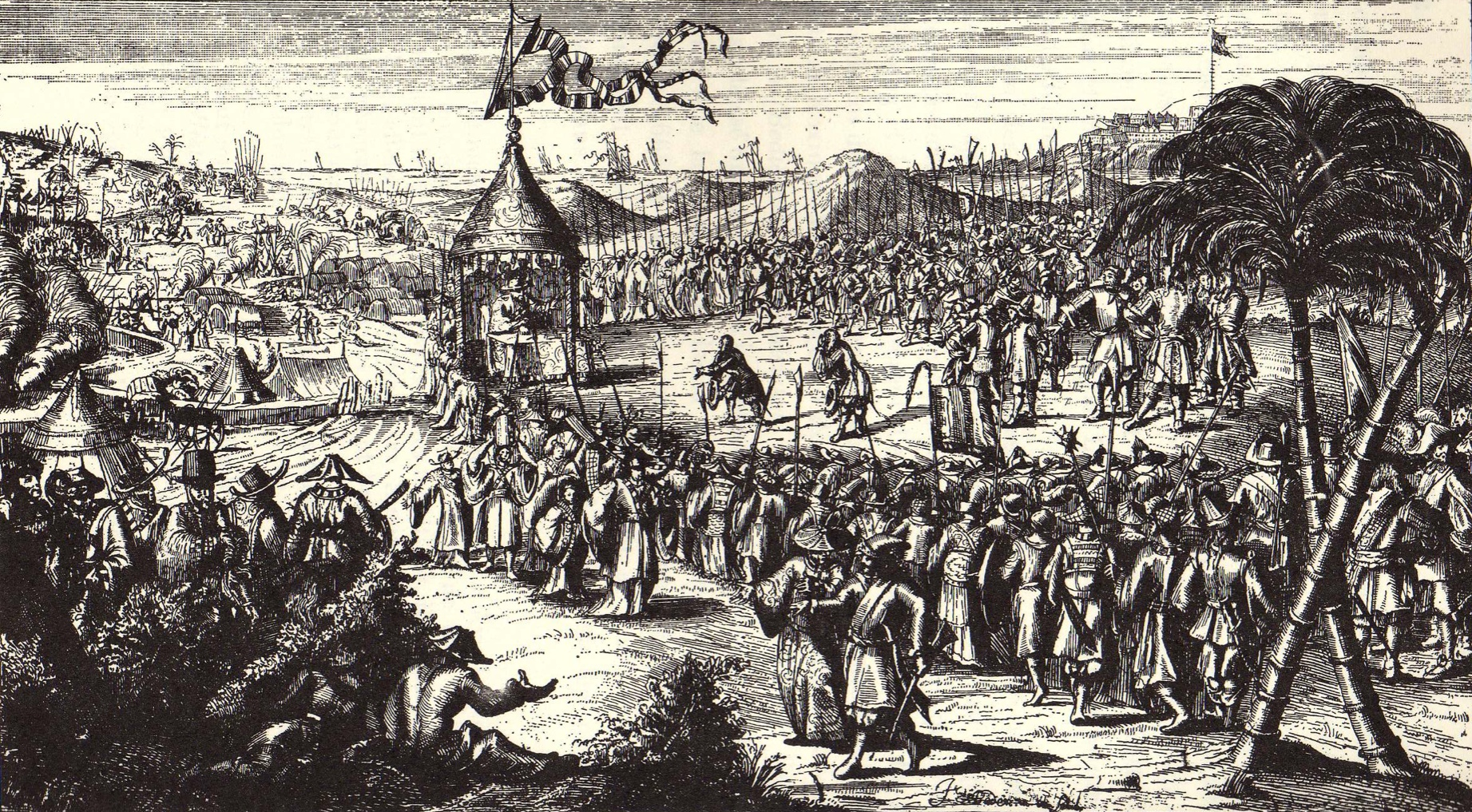
La rendición del Fuerte Zeelandia.

El 23 de marzo de 1661 Koxinga y su flota partieron desde Kinmen. Su flota consistía de cientos de juncos y embarcaciones de distintos tamaños, llevando aproximadamente 25 000 soldados y marineros. Ellos llegaron a la isla de Pescadores al día siguiente, dejaron allí una guarnición, y volvieron a hacerse al mar el 30 de marzo. La flota llegó a Tayoan el 2 de abril, y luego de pasar por un canal de poca profundidad que los holandeses desconocían, desembarcaron en Luermen (chino tradicional: 鹿耳門) en la bahía.
La fuerza de asalto inmediatamente se dispuso a asediar el Fuerte Provintia, sorprendiendo a Valentyn sin una preparación adecuada ya que supuestamente el fuerte debía ser protegido por el Fuerte Zeelandia; ante la neta superioridad numérica de las fuerzas chinas, Valentyn rindió el fuerte el 4 de abril. Tres días después de capturar el Fuerte Provintia, las tropas de Koxinga rodearon el Fuerte Zeelandia y exigieron que la guarnición se rindiese, pare ello enviaron al sacerdote holandés Anthonius Hambroek, que había sido capturado por las fuerzas de Koxinga, como emisario para persuadir a la guarnición a que se rindiera. Sin embargo Hambroek, alentó a que la fortaleza resistiera, y fue ejecutado luego de regresar al campamento de Koxinga.
A continuación la flota de Koxinga comenzó un bombardeo masivo, y las tropas de tierra intentaron penetrar al fuerte, pero fueron rechazados sufriendo un número de pérdidas importante. Luego Koxinga cambió su táctica y procedió a sitiar el fuerte. El 28 de mayo, las noticias sobre el sitio llegaron a Yakarta, y la compañía decidió enviar una flota de 10 barcos y 700 marineros para prestar soporte al fuerte. La flota llegó el 5 de julio y tuvo algunos enfrentamientos menores con la flota de Koxinga.
El 23 de julio, ambos lados se trenzaron en batalla durante el cual la flota holandesa intentó romper el bloqueo impuesto por la flota de Koxinga. Luego de una breve lucha, la flota holandesa fue obligada a retirarse perdiendo dos barcos que se hundieron, tres pequeñas embarcaciones fueron capturadas, y sufrió unas cien bajas. En octubre nuevamente los holandeses intentaron romper el sitio, pero no tuvieron éxito. Esta victoria, sumada a las noticias de baja moral en la guarnición que hacían llegar a los chinos algunos mercenarios alemanes que desertaron, convencieron a Koxinga de lanzar un asalto final en diciembre.
El 12 de enero de 1662, la flota de Koxinga comenzó otro bombardeo, mientras que las fuerzas terrestres se preparaban para asaltar el fuerte. Ante la escasez de suministros y la ausencia de llegada de refuerzos, Coyett finalmente izó la bandera blanca y negoció las condiciones de su rendición. La rendición se completó el 1 de febrero, y el personal que quedaba de la VOC partió de Taiwán el 17 de febrero. A todo el personal se les permitió llevar sus pertenencias, como también vituallas en cantidad suficiente como para poder llegar al emplazamiento holandés más cercano.

## Eventos posteriores

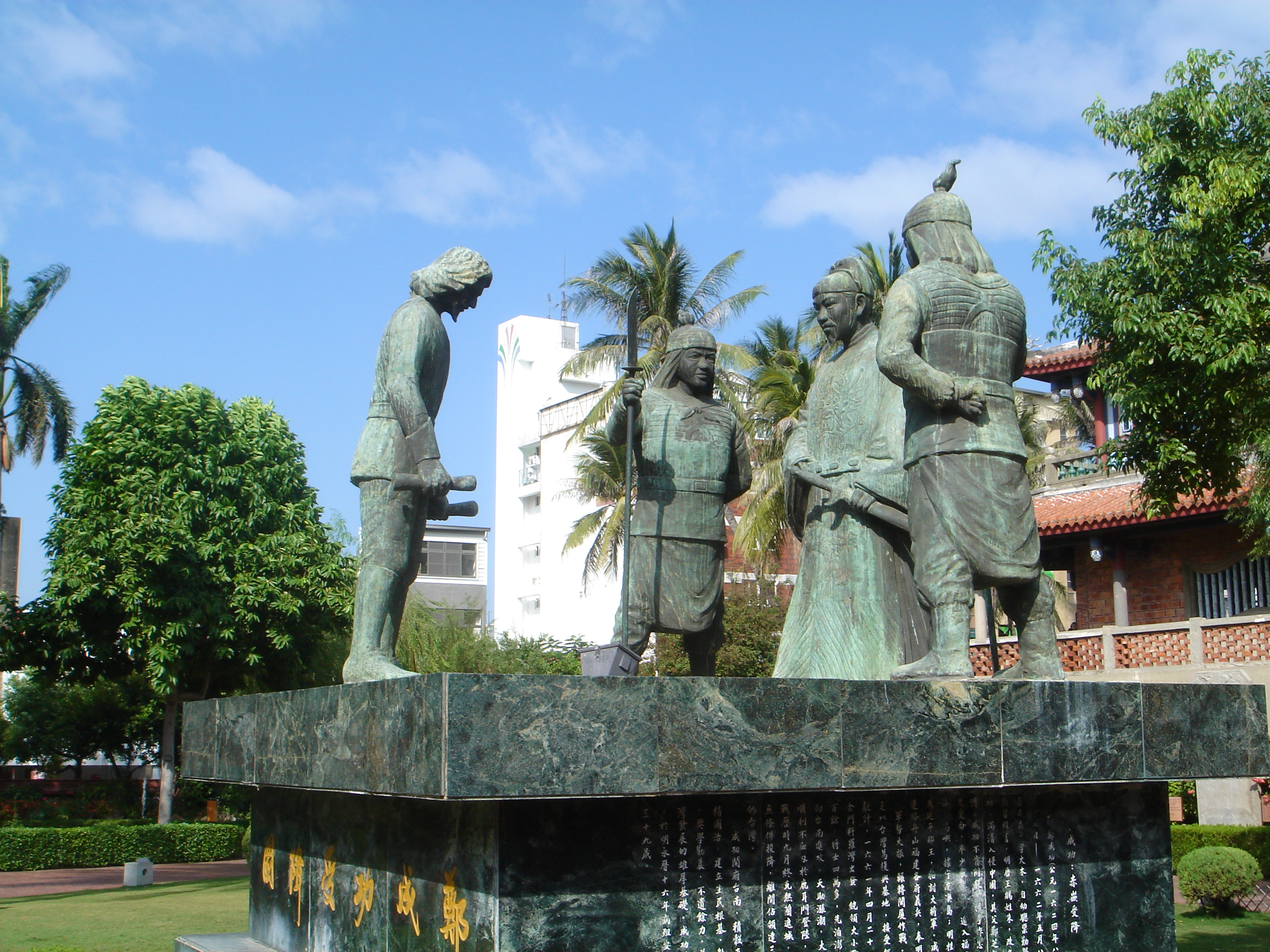
Estatuas de Koxinga y el emisario holandés en la torre de Chihkan, el sitio en el que estuvo asentado el Fuerte Provintia.

Al llegar a Yakarta, Coyett fue juzgado por haber rendido el enclave y se lo condenó al exilio en las islas Banda. Gracias a la intercesión de sus amigos y familiares al tiempo fue perdonado. En 1675 publicó un libro titulado Formosa Descuidada (holandés: Verwaerloosde Formosa). en el libro defiende sus acciones en Taiwán y critica a la compañía por no haber atendido sus pedidos de refuerzos.
Luego de perder el asentamiento en Tayoan, la VOC realizó varios intentos para recuperarlo, y hasta llegó a formar una alianza con el imperio Qing para luchar contra la flota de Koxinga. La VOC capturó Keelung en el norte de Taiwán, pero se vieron obligados a abandonarlo a causa de dificultades logísticas y porque la flota de Qing sufrió una serie de importantes derrotas frente a los experimentados marinos de Koxinga.

## Influencia cultural
La batalla fue representada en la película Zheng Chenggong 1661, que concluye con la victoria de Koxinga sobre los holandeses.